# Ján Pivarník
Ján Pivarník (ur. 13 listopada 1947 w Cejkovie) – czechosłowacki piłkarz narodowości słowackiej występujący na pozycji obrońcy, reprezentant Czechosłowacji w latach 1968–1977, trener piłkarski.

## Kariera klubowa
Grę w piłkę nożną na poziomie seniorskim rozpoczął w FK Slavoj Trebišov. W dalszej części kariery reprezentował TJ VSS Košice, Slovan Bratysława oraz FK Dukla Bańska Bystrzyca. W latach 1979–1981 grał w klubach zagranicznych: w ASV Kittsee i SC Neusiedl am See z Austrii oraz Cádiz CF (Primera División).

## Kariera reprezentacyjna
W reprezentacji Czechosłowacji wystąpił 39 razy, zdobywając 1 gola. Wystąpił na Mistrzostwach Europy 1976, gdzie Czechosłowacja wywalczyła złoty medal oraz na Mistrzostwach Świata 1970.

## Kariera trenerska
Jako trener piłkarski pracował w klubach z Kuwejtu, Arabii Saudyjskiej, Omanu i Zjednoczonych Emiratów Arabskich. Był także asystentem trenera w Austrii Wiedeń i Sporting CP. Z klubem Al-Qadsiah FC zdobył w 1994 roku Puchar Emira Kuwejtu.

## Życie prywatne
Jest mężem aktorki Jarmily Koleničovej i stryjem piłkarza i trenera Romana Pivarníka.